# Паничково
Паничково е село в Южна България. То се намира в община Черноочене, област Кърджали.
Също така селото е известно с добрите си майстори (строители). 
Главният поминък на селото е тютюнопроизводството.

## География
Село Паничково се намира в района на Източните Родопи между градовете Пловдив и Кърджали.

## История
Според легенда името на селото идва от изкопаните в околностите на селото римски съдове (Паници).

## Население
Численост и дял на етническите групи според преброяването на населението през 2011 г.:
|                     | Численост | Дял (в %) |
| Общо                | 384       | 100,00    |
| Българи             | 4         | 1,04      |
| Турци               | 371       | 96,61     |
| Цигани              | 0         | 0,00      |
| Други               | 0         | 0,00      |
| Не се самоопределят | 0         | 0,00      |
| Неотговорили        | 7         | 1. 82     |

## Религии
99,89% от населението са мюсюлмани.
В селото е построена уникална джамия със средства на изселник в Турция, на който баща му е бил учител в селото. Жителите на селото са му признателни.

## Обществени институции
- Основно училище, в който се обучават ученици от 1-8 клас. От април 2009 г. в училището има интернет чрез.
- Здравен пункт.

## Културни и природни забележителности
До 2001 г. паметникът на Орфей беше в това село. След това е преместен на входа на гр. Кърджали.

## Редовни събития
Всяка година на последната неделя на месец юни се провежда религиозен събор. В който се отправят молитви към Аллах за дъжд. На този събор идват много хора от всички краища на България, които са живели в това село преди да се преселят.